# Entodon doii
Entodon doii là một loài rêu trong họ Entodontaceae. Loài này được Sakurai Sakurai mô tả khoa học đầu tiên năm 1936.